# Colección siberiana

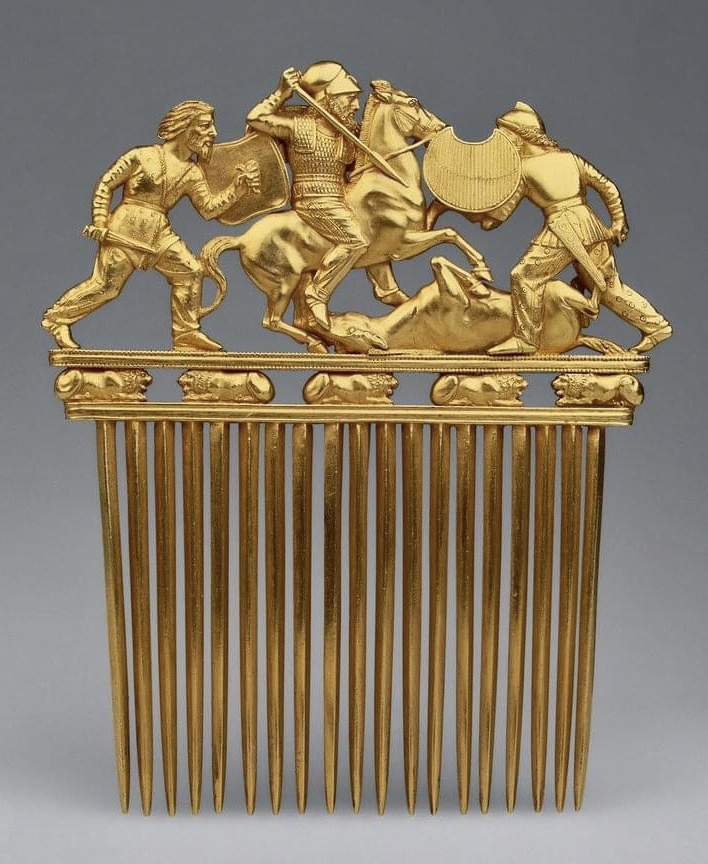
Peine con una escena de batalla del kurgán de Solokha (imagen ilustrativa porque la obra, aunque se encuentra en el Ermitage, no pertenece a la colección siberiana).

La Colección Siberiana es un conjunto heterogéneo de obras de arte que perteneció al zar Pedro I de Rusia y se conserva en el Museo del Hermitage de San Petersburgo (Rusia). La colección contiene unas 250 obras de arte recogidas en excavaciones no científicas de kurganes escitas en el siglo XVIII, y se desconoce su procedencia exacta.

## Historia
Akinfi Nikititch Demidov ofreció a Pedro I Grande algunos objetos en 1715. Matveï Petrovitch Gagarine, gobernador de Siberia, envió al soberano 10 piezas y luego un centenar a partir de 1716.. Sin embargo, sus excesos en Siberia y la inmensa riqueza que acumuló allí le acarrearon la desgracia del soberano: fue detenido y ejecutado en la horca el 17 de julio de 1721.
La riqueza del gobernador Gagarin está sin duda relacionada con el saqueo sistemático de los kurganes, que continuó a lo largo de la década de 1720 a pesar de la severidad de los ucases. La gran mayoría de las obras descubiertas fueron fundidas.  Los «removedores de los túmulos» eran numerosos y dirigían peligrosas expediciones al Altái y más allá, y en particular los kurganes del espacio entre el río Irtish y el río Obi fueron saqueados.
Los elementos de la colección del zar, tras un tránsito por Tobolsk, se depositaron en la Kunstkamera en 1726, y en el Museo del Hermitage en 1859.

## Características
La homogeneidad de la colección está ligada a la elección hecha en el momento de su constitución en el siglo XVIII, ciertas formas están ausentes, aunque son muy importantes en el arte de las estepas, como las brácteas o los apliques.
El estudio de los objetos permite suponer su origen, cuando descubrimientos recientes permiten establecer paralelismos.
Algunas de las piezas presentan similitudes con obras de Irán y del Tesoro del Oxus, otras con elementos hallados en el yacimiento afgano de Tillia tepe.
La mayoría de los objetos conservados se fabricaron mediante la técnica de fundición a la cera perdida.

## Piezas destacables de la colección
- Ornamento en forma de pantera enroscada, 11 cm de diámetro, 221,2 g.,[5] finales del siglo VII-siglo VI a. C., lo que la convierte en la pieza más antigua de la colección.[6]
- Parejas de placas con motivos simétricos: 14 parejas están presentes en la colección y 3 piezas individuales tenían una réplica. Se utilizaban para cerrar los vestidos.[5]
- Lucha entre un lobo y una serpiente. Un elemento perdido perteneció a Nicolas Witsen.